# 特異なカップル
『特異なカップル』（英: Strange Couples）は、2008年に製作された日本の短編映画。

## キャスト
- 高橋蟹丸
- 鈴木鬼子（熱風隊）
- 多田出拓
- 神岡涼子
- ユウコ（チャンベビ）
- 伊藤あすか
- 戸村望（熱風隊）
- 小花祥司
- 井上テテ（熱風隊）
- 松本卓也

## 上映
- 2008年 - 第17回東京国際レズビアン&ゲイ映画祭[1] - 同時上映『月のかげ』
- 2009年1月27日 - 第4回関西クィア映画祭[2]